# Paimbœuf
Paimbœuf – miejscowość i gmina we Francji, w regionie Kraj Loary, w departamencie Loara Atlantycka.
Według danych na rok 2010 gminę zamieszkiwało 3206 osób, a gęstość zaludnienia wynosiła 1603 osoby/km².